# Прапор Широківського району
Пра́пор Широ́ківського райо́ну затверджений 30 вересня 2008 року рішенням № 225-26 сесії Широківської районної ради.

## Опис
Прямокутне полотнище зі співвідношенням сторін 2:3 складається з чотирьох вертикальних смуг — зеленої, жовтої, синьої та коричневої (співвідношення їхніх ширин дорівнює 7:1:1:22), на зеленій смузі три жовті вигнуті накладені один на один колоски, на коричневій від древка виходить півквітки соняшника з одинадцятьма пелюстками.
Коричневий колір прапора вказує на основні запаси корисних копалин на території району: значні поклади глини та залізної руди.
Комп'ютерна графіка — В. М. Напиткін.